# Javānmard
Javānmard (persiska: جوانمرد) är en ort i Iran.   Den ligger i provinsen Västazarbaijan, i den nordvästra delen av landet, 500 km väster om huvudstaden Teheran. Javānmard ligger 1 635 meter över havet och antalet invånare är 787.
Terrängen runt Javānmard är lite kuperad, och sluttar österut.Runt Javānmard är det ganska tätbefolkat, med 155 invånare per kvadratkilometer. Närmaste större samhälle är Shāhīn Dezh, 16,1 km nordost om Javānmard. Trakten runt Javānmard består i huvudsak av gräsmarker.